# Polonne
Polonne (ukrainsk: Полонне) er en by ved floden Khomora (biflod til Slutj) i Sjepetivskyj rajon, Khmelnytskyj oblast (provins) i det vestlige Ukraine. Polonne er vært for administrationen af Polonne urban hromada, en af hromadaerne i Ukraine. Byen har en befolkning på omkring 20.471 (2021).
Polonne ligger på jernbanelinjen Shepetivka-Berdychiv. Byen huser industrivirksomheder indenfor  porcelæn, keramik.

## Historie
Polonne har været kendt mindst siden 996, hvor den første gang blev nævnt som et skattesubjekt i forbindelse med fyrst Vladimir 1. af Kijevs Desyatynna-kirke. I hele middelalderen var Polonne kendt for sin borg, der også havde Magdeburgrettigheder. I 1648 blev jøder, som havde søgt tilflugt inden for byens mure, massakreret af Bogdan Khmelnytskijs tropper.
I moderne tid fik bystatus i 1938.

## Galleri
- Sankt Anne Kirke
- Forbønskirken
- Gammel vandmølle